# Edward Mazik
Edward Mazik (Eduardas Mezinas) (ur. 23 czerwca 1921 w Kownie, zm. 20 lutego 2013 w Warszawie) – polski architekt i działacz społeczny.

## Życiorys
Syn Józefa Mazika, działacza OB PPS i weterana rewolucji 1905 oraz Michaliny z domu Jonajtis, przewodniczącej Związku Litwinów w Warszawie. Do stycznia 1930 roku mieszkał na Litwie, potem w Warszawie, gdzie w 1939 roku zdał maturę w liceum im. Jana Zamoyskiego.
W styczniu 1940 roku rodzina uciekła na Litwę i osiadła w Kownie. Jesienią 1940 roku Edward Mazik rozpoczął studia na Wydziale Architektury Uniwersytetu Witolda Wielkiego, gdzie 4 kwietnia 1946 roku uzyskał dyplom architekta. Po zdaniu egzaminu magisterskiego wrócił do Warszawy. Od lipca 1946 roku do 15 grudnia 1948 roku pracował w warszawskiej Dyrekcji Odbudowy na stanowisku kierownika technicznego nadzoru robót budowlanych. Od 15 grudnia 1948 roku w Centralnym Biurze Projektów Architektonicznych i Budownictwa na stanowisku inżyniera architekta projektanta, a następnie kierownika zespołu projektantów. W latach 1950–1955 starszy projektant i kierownik zespołu w stołecznych przedsiębiorstwach budowlanych. Od 1955 roku generalny projektant i kierownik pracowni w Biurze Projektów Zaplecza Technicznego. Od 1957 roku do przejścia na emeryturę w stanie wojennym pracował jako główny projektant i kierownik zespołu w Biurze Projektów Budownictwa Komunalnego „Stolica”. 
Był członkiem SARP oraz wieloletnim członkiem zarządu Spółdzielni Budowlano-Mieszkaniowej „Domy Spółdzielcze − Powiśle” przy al. 3 Maja 2. Był także prezesem zarządu tej spółdzielni przez dwie kadencje. 
Prezes Stowarzyszenia Odbudowy Pomnika Dowborczyków i współautor rekonstrukcji ich monumentu.  W następstwie kontrowersji wokół lokalizacji obiektu Stowarzyszenie przekazało zrekonstruowany pomnik Muzeum Wojska Polskiego w Warszawie. Fundator dwóch tablic upamiętniających sekretarza generalnego PPS WRN Kazimierza Pużaka: na elewacji domu Pużaka przy ul. Byczyńskiej oraz na elewacji budynku Spółdzielni Mieszkaniowej al. 3-go Maja 2, której współzałożycielem był Kazimierz Pużak. 
Pochowany na cmentarzu Powązkowskim.